# 14-я Воеводинская ударная бригада
14-я Воеводинская ударная бригада (сербохорв. Четрнаеста војвођанска ударна бригада / Četrnaesta vojvođanska udarna brigada) — воинское формирование Народно-освободительной армии Югославии, состоявшее из воеводинских словаков. Благодаря этому 14-я Воеводинская также была известна как 1-я Словацкая бригада.

## История
Образована 11 ноября 1944 по распоряжению Главного штаба НОАЮ в Воеводине в городе Бачки-Петровац из словацких добровольцев, служивших в Нови-Садском и Бачка-Паланском партизанских отрядах, а также других воинских формированиях партизан Воеводины. В составе бригады изначально были 3 батальона численностью 1800 человек, а в середине ноября после формирования 4-го батальона численность возросла до 2500 человек.
В декабре 1944 года 14-я Воеводинская бригада была отправлена в Баранью, где закрепилась на левом берегу реки Драва. В середине января 1945 года она отправилась в Подравье, где в районе Сухомлака-Црнац в составе 51-й Воеводинской дивизии вела бои за Вировитицкий плацдарм. В середине февраля перебралась в Венгрию, а затем снова вернулась в Бараню, где занималась ликвидацией плацдарма у Болмана.
24 марта 1945 расформирована: состав переведён в 7-ю, 8-ю и 12-ю Воеводинские ударные бригады. Награждена орденом Братства и единства.